# Cedric Sprick

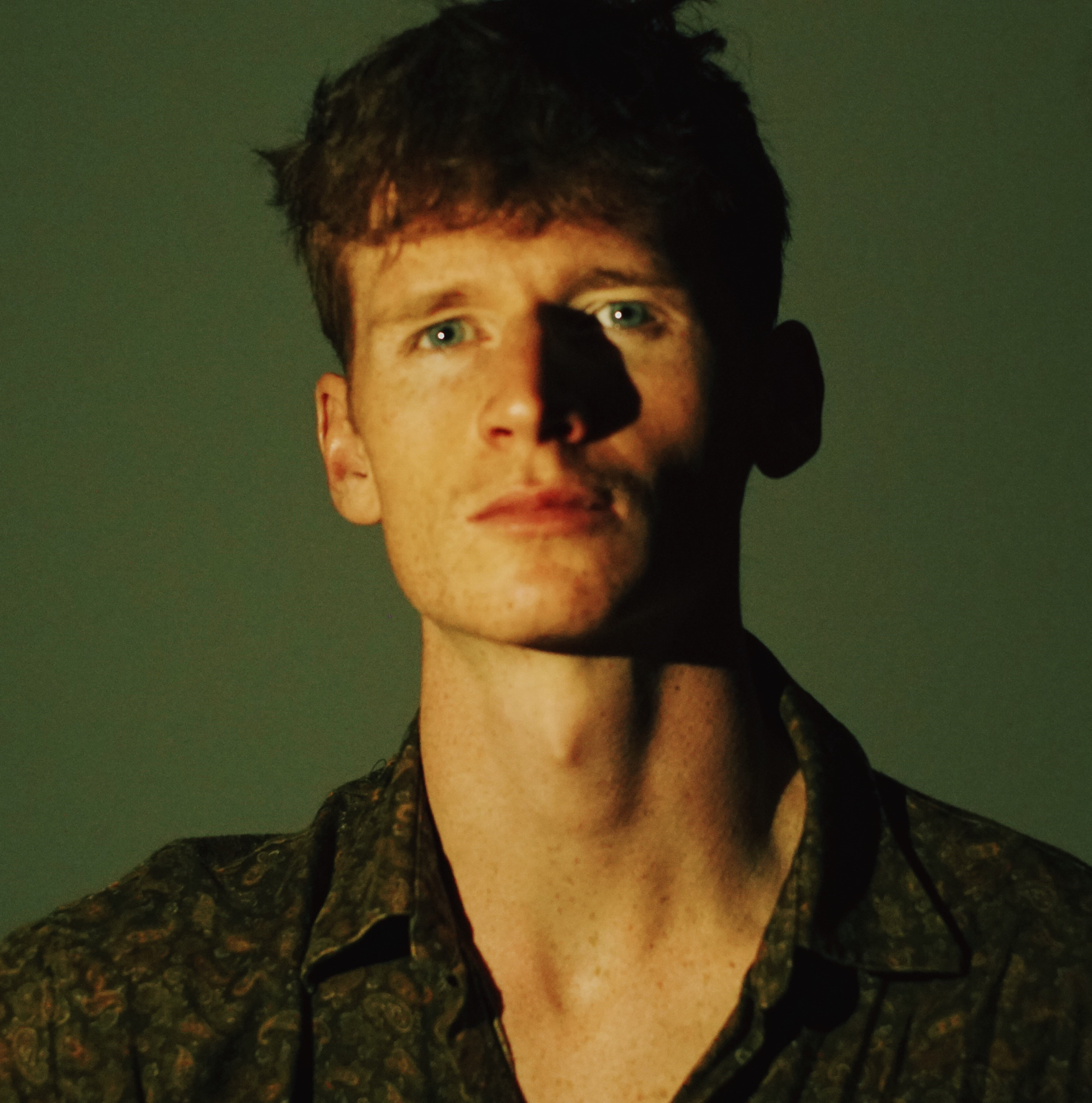
Cedric Sprick (2022)

Cedric Sprick (* 23. Juli 1990 in Bocholt) ist ein deutscher Schauspieler und Tänzer.

## Leben
Cedric Sprick studierte an der Folkwang Universität der Künste im Studiengang „Tanz“ in Essen. Ab 2016 folgte seine Schauspielausbildung in Köln. Seitdem ist er in den Bereichen Film und Fernsehen tätig. Den Winter 2015 und 2016 verbrachte Sprick  in der Schweiz, um dort unter anderem Teil der Musical-Produktion Daddy Cool zu sein und wirkte 2017 als Schauspieler und Tänzer an der Deutschen Oper am Rhein im Stück Geisterritter (nach den Roman von Cornelia Funke) mit. Er tanzte außerdem bei Fernsehproduktionen als Backgroundtänzer und modelte für Magazine und Werbung. 
Mit Johann-Christof Laubisch gegründete Sprick 2019 den Podcast „Spielplatz“.

## Rezeption
Andreas Falentin schrieb in der Theaterzeitschrift Die Deutsche Bühne über seinen Auftritt im Stück Geisterritter: „Der formidable Schauspieler und Tänzer Cedric Sprick breakdanct und hiphopt, flankiert von zwei Jungs aus dem Jugendchor des Bonner Theaters, dass es eine Freude ist.“

## Filmografie
- 2017: Rocket Roaches (ifs, Regie: Mick Mahler)
- 2018: Das Wichtigste im Leben
- 2018: Dutch Wife (Film der Universität Wuppertal)[1]
- 2018: Get Well Soon – The Horror (Webserie, Regie: Jan Bonny)
- 2018: Marie Brand und der Reiz der Gewalt (Regie: Nicole Weegmann)[4]
- 2018: Lampenjunge (ifs, Regie: Tali Barde)
- 2019: Meine Mutter spielt verrückt
- 2020: Meine Mutter traut sich was
- 2020: Meine Mutter will ein Enkelkind
- 2021: Meine Mutter und plötzlich auch mein Vater
- 2022: Ein Fall für zwei: In Liebe W. (Regie: Bettina Braun)
- 2022: Meine Mutter gibt es doppelt
- 2022: Meine Mutter raubt die Braut
- 2024: SOKO Köln (Fernsehserie, Folge Die letzte Aktion)
- 2024: Der Wald in mir
- 2025: WaPo Duisburg (Fernsehserie, Folge Super Urlaub)
- 2025: In aller Freundschaft (Fernsehserie, Folge Herausfordernde Zeiten)

## Theater
- 2015: Die Csárdásfürstin, Musiktheater im Revier, Gelsenkirchen[1]
- 2016: The Rocky Horror Picture Show, Musiktheater im Revier, Gelsenkirchen[1][5]
- 2018–2019: Geisterritter, Oper Bonn (Buchvorlage: Cornelia Funke, Regie: Erik Petersen)[1][3]
- 2022: Rodolpho in Ein Blick von der Brücke, Schauspielhaus Bonn (Regie: Martin Nimz)[6]